# Notoplax subviridis
Notoplax subviridis is een keverslakkensoort uit de familie van de Acanthochitonidae. De wetenschappelijke naam van de soort is voor het eerst geldig gepubliceerd in 1911 door Torr.